# Microspingus
Microspingus – rodzaj ptaków z rodziny tanagrowatych (Thraupidae).

## Występowanie
Rodzaj obejmuje gatunki występujące w Ameryce Południowej.

## Morfologia
Długość ciała 13–16 cm, masa ciała 8,4–21 g.

## Systematyka

### Etymologia
Greckie  mikros – mały; σπιγγος spingos – zięba < σπιζω spizō – ćwierkać.

### Gatunek typowy
Microspingus trifasciatus Taczanowski

### Podział systematyczny
Do rodzaju należą następujące gatunki:
- Microspingus lateralis (von Nordmann, 1835) – świergoszczyk rdzaworzytny
- Microspingus cabanisi (Bonaparte, 1850) – świergoszczyk kasztanowaty
- Microspingus erythrophrys (P.L. Sclater, 1881) – świergoszczyk rudobrewy
- Microspingus alticola (Salvin, 1895) – świergoszczyk szarosterny
- Microspingus melanoleucus (d’Orbigny & Lafresnaye, 1838) – świergoszczyk czarnogłowy
- Microspingus cinereus (Bonaparte, 1850) – świergoszczyk popielaty
- Microspingus torquatus (d’Orbigny & Lafresnaye, 1838) – świergoszczyk obrożny
- Microspingus trifasciatus Taczanowski, 1874 – świergoszczyk płowy